# 汉娜·霍格内斯
汉娜·霍格内斯（挪威語：Hanne Hogness，1967年2月16日—），挪威前女子手球运动员。她曾代表挪威国家队参加1988年和1992年夏季奥林匹克运动会手球比赛，获得二枚银牌。